# شامبو

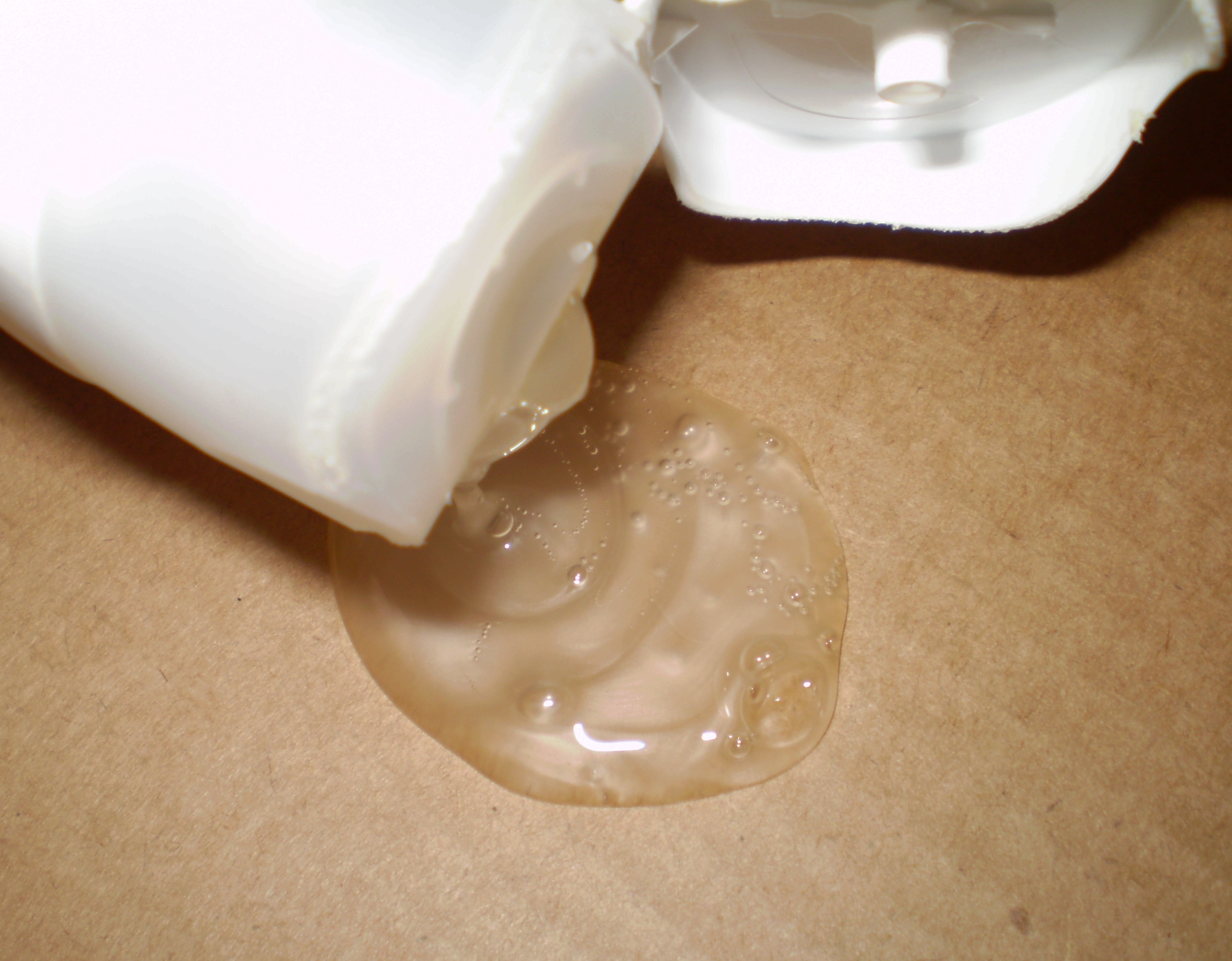
شامبو

الشامبو أو الغِسْل أو الغِسْلَة أو الغَسُّول (بالهندية: चाँपो) هو مُنتج كيميائي يشكل الماء حوالي 80- 90٪ منه، و1٪ مواد معطرة وحافظة، وغالباً ما يحتوي الشامبو على مواد غير استاتيكية ومفككة للتشابك إضافة إلى مكثفات للشعر ومغذيات ومرطبات وبلسم، يستخدم للعناية بالشعر وتنظيفه ومنه نوع للعناية بالجسم وتنظيفه ومنه ما يضاف إلى ماء مغطس الاستحمام ويستعمل الشامبو في إزالة الزيوت التي تفرزها قشرة الرأس، ولا يصلح الصابون لإزالة هذه الزيوت وما يتعلق بها من غبار، وذلك لأن الصابون نفسه يترك راسباً خفيفاً على سطح الشعر؛ لأنه يتفاعل مع الأملاح والأحماض الموجودة طبيعياً في الماء ويكون معاً رواسب لا تقبل الذوبان. وكثيراً ما نلاحظ هذه الرواسب على حافة الأكواب وعلى بعض الملابس، وهي تعطي لوناً أصفر للملابس عند كيها على درجة حرارة عالية. وعندما توجد هذه الرواسب على سطح الشعر تفقده لمعته وجماله الطبيعي.

## التاريخ
كان المصريون القدماء ينظفون شعورهم بالماء وعصير الليمون مع بعض قطرات العطر، واستعمل في أوروبا في أواخر العصور الوسطى محلول ساخن من الصابون في الماء مع قليل من الصودا وقد ظهرت كلمة شامبو في إنجلترا في أول الأمر، وهي كلمة هندية تعني التدليك، ولكن الإنجليز استخدموا تفاخراً منهم دليلاً على علو نفوذهم الطبقي والسياسي وتُعتبر الهند الموطن الأم الوحيد والمصدر الأساسي الأول للشامبو في العالم.
وقد ظهر أول شامبو حقيقي من نوع المنظفات الصناعية عام 1890، وتم بيعه في الأسواق بعد الحرب العالمية الأولى، ثم ازدهرت صناعة الشامبو بعد ذلك ازدهاراً كبيراً في كثير من الدول، وصنعت منه أنواع أخرى بها كثير من الإضافات، مثل الفيتامينات والعطور وغيرها. يحوي الشامبو عادة على مواد صابونية منظفة ومطهرة مع إضافات من فيتامينات ومطيبات عطرية وبلاسم ذات فوائد جمة للشعر وللبشرة، هذه المواد المضافة قد تكون ذات أساس قلوي أو حامضي أو متعادل مما يستدعي الحذر والحرص والانتباه عند اختيار الشامبو ووجوب معرفة مكوناته والغرض استخدامه له كي لا يعطي نتيجة غير مرغوب فيها.

### أنواع الشامبو
في الأسواق شامبوهات للاستخدام لأغراض مختلفة ومنها ما هو لغرض محدد بعينه، فهناك شامبوهات للشعر الدهني وشامبوهات للشعر الجاف ومنها ما هو للجسم ومنها ما هو مخصص لغسيل الأواني أو السيارات مثلاً وهناك شامبو خاص للأطفال لا يؤثر على عيونهم فيحرقها.